# Aponogeton
Aponogeton är ett släkte av enhjärtbladiga växter. Aponogeton ingår i familjen Aponogetonaceae.
Aponogeton är enda släktet i familjen Aponogetonaceae.

## Dottertaxa tillAponogeton, i alfabetisk ordning[1]
- Aponogeton abyssinicus
- Aponogeton afroviolaceus
- Aponogeton angustifolius
- Aponogeton appendiculatus
- Aponogeton azureus
- Aponogeton bernierianus
- Aponogeton bogneri
- Aponogeton boivinianus
- Aponogeton bruggenii
- Aponogeton bullosus
- Aponogeton capuronii
- Aponogeton cordatus
- Aponogeton crispus
- Aponogeton cuneatus
- Aponogeton decaryi
- Aponogeton desertorum
- Aponogeton dioecus
- Aponogeton distachyos
- Aponogeton eggersii
- Aponogeton elongatus
- Aponogeton euryspermus
- Aponogeton fotianus
- Aponogeton fugax
- Aponogeton gottlebei
- Aponogeton hexatepalus
- Aponogeton jacobsenii
- Aponogeton junceus
- Aponogeton kimberleyensis
- Aponogeton lakhonensis
- Aponogeton lancesmithii
- Aponogeton longiplumulosus
- Aponogeton loriae
- Aponogeton madagascariensis
- Aponogeton masoalaensis
- Aponogeton natalensis
- Aponogeton natans
- Aponogeton nudiflorus
- Aponogeton proliferus
- Aponogeton queenslandicus
- Aponogeton ranunculiflorus
- Aponogeton rehmannii
- Aponogeton rigidifolius
- Aponogeton robinsonii
- Aponogeton satarensis
- Aponogeton schatzianus
- Aponogeton stuhlmannii
- Aponogeton subconjugatus
- Aponogeton tenuispicatus
- Aponogeton tofus
- Aponogeton troupinii
- Aponogeton ulvaceus
- Aponogeton undulatus
- Aponogeton vallisnerioides
- Aponogeton vanbruggenii
- Aponogeton viridis
- Aponogeton womersleyi